# The Album About Nothing
Albums de Wale
The Gifted
(2013)
Singles
1. The Body
Sortie : 9 septembre 2014
2. The Matrimony
Sortie : 2 mars 2015

The Album About Nothing est le quatrième album studio du rappeur américain Wale, sorti le 31 mars 2015.

## Liste des titres
| No  | Titre                             | Auteur | Producteur(s)               | Durée |
| --- | --------------------------------- | --- | --------------------------- | ----- |
| 1.  | The Intro About Nothing           | O. Akintimehin, J. Gramma, B. Hazard                                                                         | JGramm                      | 4:20  |
| 2.  | The Helium Balloon                | O. Akintimehin, S. Uwaezuoke, A. Feeney, D. Natche                                                           | DJ Dahi, Sonny Digital      | 4:47  |
| 3.  | The White Shoes                   | O. Akintimehin, R. Cummings, R.L. Altman, M. Barnett-Fenderson A. Gardner, T. Glover, J. Powers, K. Riggins, | Pro Reese                   | 4:30  |
| 4.  | The Pessimist (featuring J. Cole) | O. Akintimehin, J. Cole, O. Nwaneri                                                                          | Osinachi                    | 4:32  |
| 5.  | The Middle Finger                 | O. Akintimehin, D. Natche, D. Bayley                                                                         | DJ Dahi, Dave Glass Animals | 4:00  |
| 6.  | The One Time in Houston           | O. Akintimehin, R. Cummings, M. Barnett-Fenderson, J. Harris III, T. Lewis                                   | Pro Reese                   | 5:47  |
| 7.  | The Girls on Drugs                | O. Akintimehin, J. Harris, J. Jackson, T. Lewis, K. Spencer                                                  | No Credit                   | 4:09  |
| 8.  | The God Smile                     | O. Akintimehin, D. Natche                                                                                    | DJ Dahi                     | 5:16  |
| 9.  | The Need to Know (featuring SZA)  | O. Akintimehin, S. Rowe, C. Haggins, T. Johnson, B. Hazard, J. Gramma, T. Johnson                            | JGramm                      | 3:36  |
| 10. | The Success                       | O. Akintimehin, J. Dutton, J-C. Olivier, N. Jones, W. Lankford, D. Stewart, S. Barnes, A. Lennox             | Jake One                    | 2:57  |
| 11. | The Glass Egg                     | O. Akintimehin, A. Fonseca, D. Brown, A. Larrieux, B. Wilson, B. Bacharach, H. David                         | Ayy Dot                     | 4:47  |
| 12. | The Bloom (AG3)                   | O. Akintimehin, S. Williams, R. Hammond, Julian Nixon, Craig Balmoris                                        | Best Kept Secret            | 5:22  |
| 13. | The Matrimony (featuring Usher)   | O. Akintimehin, U. Raymond IV, S. Dew, J. Dutton, K. Abdul-Rahman                                            | Jake One, DJ Khalil         | 6:35  |
| 14. | The Body (featuring Jeremih)      | O. Akintimehin, J. Felton, K. Coby, C. Grand, R. Kelly                                                       | Soundz                      | 3:52  |

## Classement hebdomadaire
| Charts (2015)                         | Meilleure position |
| ------------------------------------- | ------------------ |
| Billboard 200                         | 1                  |
| US Top R&B/Hip-Hop Albums (Billboard) | 1                  |
| US Top Rap Albums (Billboard)         | 1                  |